# Approntamento
Per approntamento generalmente si intende allestimento o preparazione di qualcosa.
Nel linguaggio militare, il termine si utilizza soprattutto per definire quel complesso di attività di natura concettuale, organizzativa, esecutiva, tecnica e gestionale che hanno lo scopo di portare ad efficienza operativa un'unità militare, al fine di prepararlo per impieghi o servizi che si suppongono prossimi.
Da questo punto di vista, l'approntamento si distingue dall'addestramento o formazione in quanto l'approntamento si realizza nel preparare in vista di un'utilizzazione specifica e immediata, mentre formazione e addestramento vengono svolti durante il ciclo di vita del sistema senza essere finalizzati ad una singola specifica missione.
Anche per attività militari in ambito civile, come è stata ad esempio l'Operazione Strade sicure, si specifica chiaramente che prima dell'impiego operativo è previsto un apposito ciclo di approntamento teorico-pratico che fornisce ai militari tutte le competenze per ben operare. Da questa fase di preparazione si distinguono le attività che con cadenza mensile vengono svolte ulteriori attività di mantenimento delle capacità acquisite.
L'approntamento come fase di attività preparatoria si ritrova anche nelle attività professionali cantieristiche, ad esempio in edilizia, nella formazione tecnico professionale si individua nel predisporre l'approntamento del cantiere la serie di operazioni di allestimento e dismissione degli spazi logistici, delle attrezzature e opere provvisionali di cantiere.